# 焼肉坂井ホールディングス
株式会社焼肉坂井ホールディングス（英: Yakiniku Sakai Holdings Inc.）は、日本の外食企業。飲食店の運営、おせち料理の製造販売などを行う。東京証券取引所スタンダード市場上場企業。
ジー・コミュニケーションの子会社。

## 概要
おせち料理の販売、受託製造（OEM）、回転寿司店「平禄寿司」や居酒屋「とりあえず吾平」、焼肉「焼肉屋さかい」などを運営している。
元は株式会社元禄の社名で、東日本での「元禄寿司」運営を行っていた。その後、大阪の元禄産業との屋号の独占契約切れに伴い、店名（屋号）を平禄寿司、社名（商号）を平禄株式会社へ変更した。
2005年（平成17年）に株式会社ジー・コミュニケーションと資本業務提携して子会社化され、社名を株式会社ジー・テイストに変更。その後、2021年（令和3年）に現社名に再度変更している。

## 沿革
- 1959年11月 - 宮城県仙台市で株式会社教育用品センターとして設立[2]。
- 1967年8月 - 1号店開店（東日本での元禄寿司1号店）。
- 1973年9月 - 株式会社元禄に社名変更[2]。
- 1976年11月 - 東京都に元禄寿司を出店。
- 1979年10月 - おせち料理販売、おせち料理の販売代理店募集・受託製造（OEM）事業開始。
- 1981年2月 - 大阪府で元禄寿司を経営する元禄産業株式会社との間で、商標と営業名称について15年の専用使用契約を締結[2]。
- 1996年8月 - 契約切れに備えて、元禄寿司から「平禄寿司」への転換を開始。
- 1997年4月 - 平禄株式会社に社名変更[2]。
- 2001年4月26日 - 株式を店頭登録[2][3]。
- 2004年12月 - ジャスダック（店頭公開市場）が取引所になるため、ジャスダック証券取引所に株式上場[2]。
- 2005年
  - 7月 - 経営改善のため、愛知県名古屋市の株式会社ジー・コミュニケーションとの間で資本業務提携契約を締結[2]。第三者割当増資と株式公開買付け（TOB）により、ジー・コミュニケーションの子会社となる（51%）。
  - 8月 - 準自己破産した株式会社ゼクーから居酒屋「とりあえず吾平」の営業譲渡を受ける[2]。
  - 10月 - 株式会社ジー・テイストに社名変更[2]。
- 2006年
  - 4月 - 本社を宮城県仙台市青葉区本町から宮城県仙台市若林区大和町に移転[2]。
  - 6月 - 新日本プロレスとの間でプロレスラー・アントニオ猪木の肖像権等の使用許諾契約を締結[2]。
  - 10月 - ちゃんこ料理店・江戸沢（グローバルアクト）を株式公開買付けにより子会社化[2]。
- 2009年8月1日 - グローバルアクトを吸収合併[2]。
- 2010年7月1日 - 居酒屋・村さ来などを運営するフードインクルーヴ株式会社を吸収合併[2]。
- 2011年9月 - 本社を宮城県仙台市若林区大和町から宮城県仙台市宮城野区榴岡に移転[2]。
- 2013年
  - 5月21日 - 株式会社神戸物産が親会社となる[2]。
  - 7月29日 - 株式会社ジー・ネットワークス、株式会社さかいが上場廃止。
  - 8月1日 - ジー・ネットワークス、さかいとともに、直営飲食店舗運営事業を共同新設分割で設立した株式会社クック・オペレーションに承継[2]。同時にジー・ネットワークス及びさかいを吸収合併[2]。
- 2015年1月5日 - 株式会社ジー・アカデミーを設立[2]。
- 2016年
  - 4月 - 株式会社活性化本舗さぬき（現在のジー・アクアパートナーズ）を子会社化[2]。
  - 7月 - 本社を愛知県名古屋市北区に移転[2]。
- 2018年
  - 3月16日 - 株式会社オーディンフーズ（現在のテンフォー）の民事再生スポンサーとなる[4]。
  - 4月1日 - 代表取締役社長に阿久津貴史が就任。
  - 6月13日 - 株式会社オーディンフーズを100%減資並びに第三者割当増資により子会社化[2][5]。
  - 7月31日 - 株式会社タケモトフーズを募集株式の引き受けにより子会社化[2]。
  - 9月14日 - 株式会社壁の穴の株式を取得し子会社化[2]。
  - 10月1日 - 株式会社湯佐和の株式を取得し子会社化[2]。
  - 10月22日 - ドミニク・ブシェとの共同事業により、ドミニク・ブシェ・トーキョー、レ・コパン ドゥ ドミニク・ブシェを事業譲受。
- 2019年7月1日 - エムグラントフードサービスより「ステーキハンバーグ&サラダバーけん」事業の譲渡を受ける。
- 2020年
  - 6月 - 神戸物産が保有するクックイノベンチャーの全株式を社長の杉本らに譲渡し、神戸物産傘下から独立[2][6]。
  - 7月1日 - クック・オペレーションを吸収合併（これにより飲食店舗運営事業が再び直営事業となる）[2]。
- 2021年7月1日 - 焼肉坂井ホールディングスに社名変更。
- 2023年
  - 1月31日 - 株式会社テンフォーの株式85%を株式会社コイサンズへ譲渡[7]。
  - 6月 - 代表取締役社長の阿久津貴史が一身上の都合により退任。株式会社コイサンズ代表取締役の髙橋仁志が代表取締役社長に就任[8]。

## 運営業態
- おせち料理の販売、受託製造（OEM）
- 平禄寿司・仙台平禄・平禄三昧（回転寿司）
- とりあえず吾平（郊外型居酒屋）
- 国産牛焼肉食べ放題 肉匠坂井（国産牛焼肉食べ放題）
- 焼肉屋さかい・炭火焼肉屋さかい（焼肉）
- 七輪坂井（焼肉）
- 大阪カルビ（焼肉屋）
- おむらいす亭
- 村さ来（居酒屋）
- amor de GAUDi（スペインバル）
- アントニオ猪木酒場（居酒屋）
- 八重洲 海賓亭（海鮮）
- スパイスピエロ（スープカレー）
- ビュッフェオリーブ（レストラン）
- ちゃんこ江戸沢（ちゃんこ鍋）
- 長崎ちゃんめん（ちゃんめん）
- 国産牛しゃぶしゃぶ鶏料理　稲美（しゃぶしゃぶ）
- ヤマダモンゴル（ジンギスカン・4店舗）
  - 狸小路店（北海道札幌市中央区南2条）
  - 神田北口店（東京都千代田区鍛冶町）
  - 市ヶ谷店（東京都新宿区市谷田町）
  - 道頓堀店（大阪市中央区西心斎橋）
- 仙台下駄や（寿司屋・2店舗）
  - 仙台青葉国分町店（宮城県仙台市青葉区）
  - 広島中店（広島県広島市中区）
  - 東京丸の内店（東京都千代田区丸の内TOKIA、閉店）
- えん屋（居酒屋・10店舗）
- 地魚屋（居酒屋・5店舗）
- 唐竹家（朝鮮料理・1店舗）
  - 東京虎ノ門店（東京都港区虎ノ門）
- あじこう（回転寿司・1店舗）
  - 札幌中央すすきの店（札幌市中央区南4条）
- 東京ヤミツキ酒場（居酒屋）
- 奥羽寿司製作所（回転寿司）
- ゆるりと菜村さ来（居酒屋）
- 囲炉家村さ来（居酒屋）
- 海宴丸（海鮮居酒屋）
- ぱたぱた家（鳥料理）
- ちょっとよろう家（立ち飲み居酒屋）
- てんてけてん（創作和食）
- もうぶうDINING（しゃぶしゃぶ）
- とりバックス（鶏料理）
- 炭火ステーキ坂井 京都三条（炭火ステーキ）
- ドミニク・ブシェ・トーキョー（レストラン）
- レ・コパン ドゥ ドミニク・ブシェ（レストラン）
- ステーキハンバーグ＆サラダバーけん（レストラン）

## ギャラリー

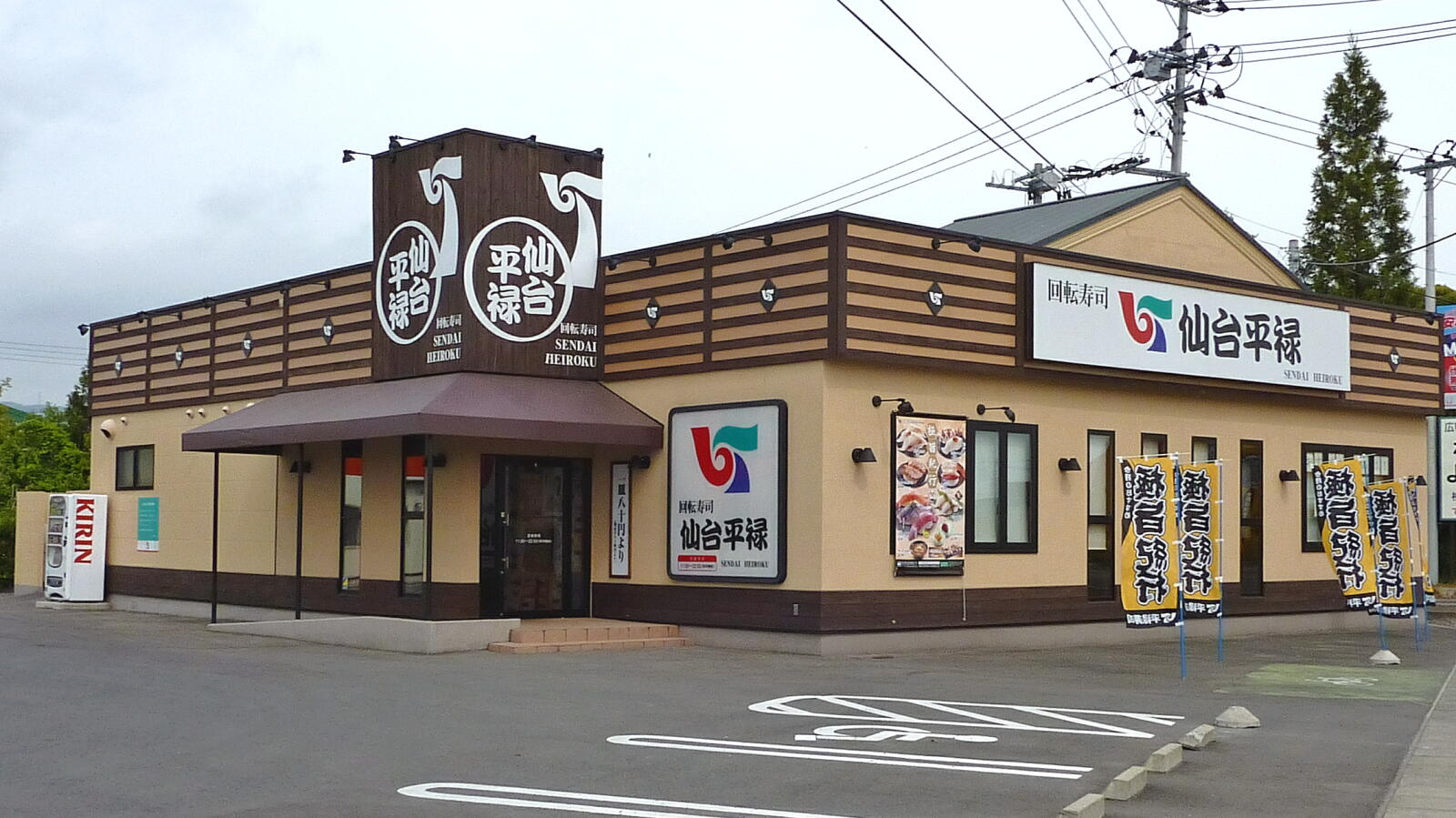
仙台平禄（福島相馬店） ※ 現在は、とりあえず吾平福島相馬店
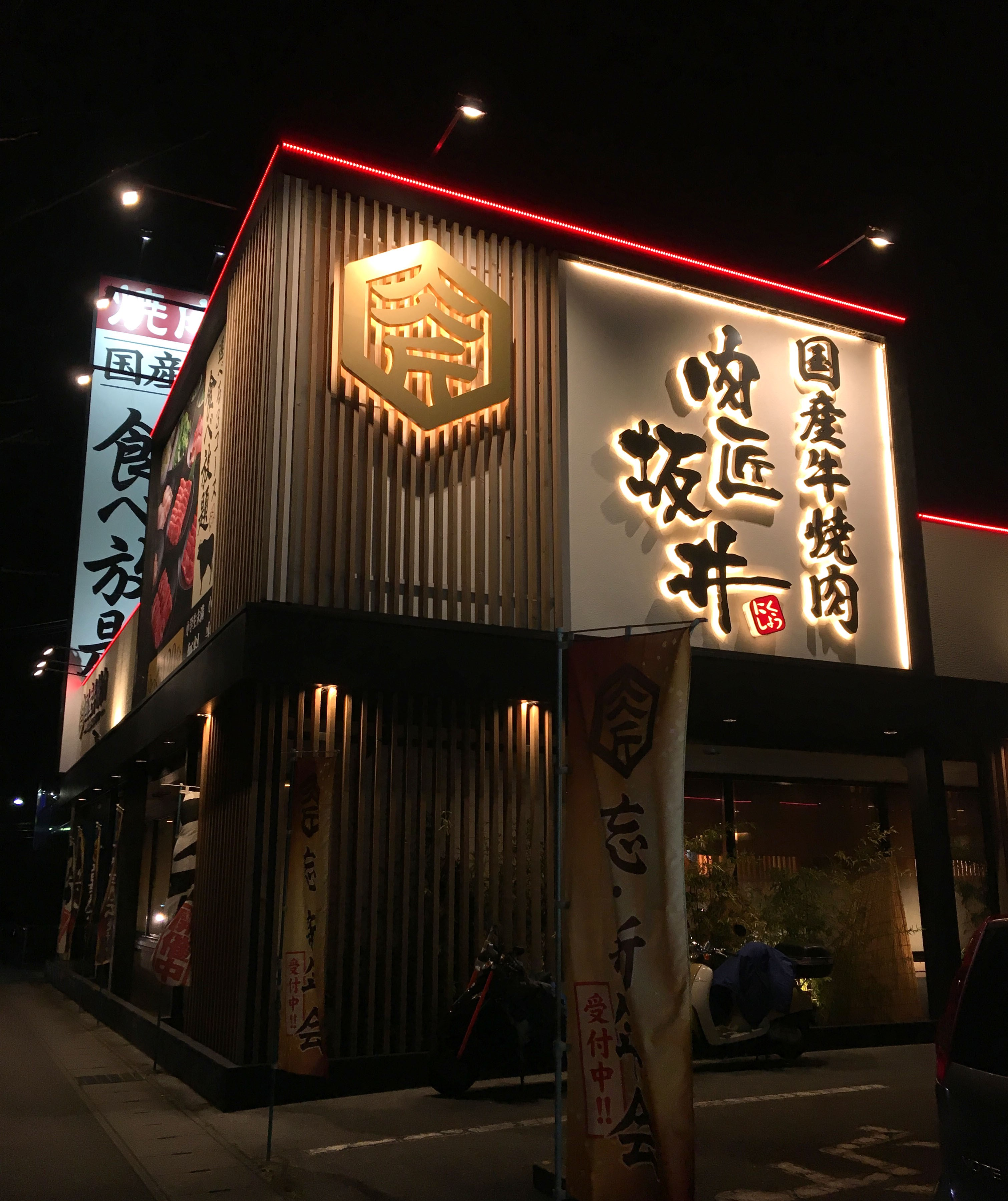
肉匠坂井（宇都宮店）
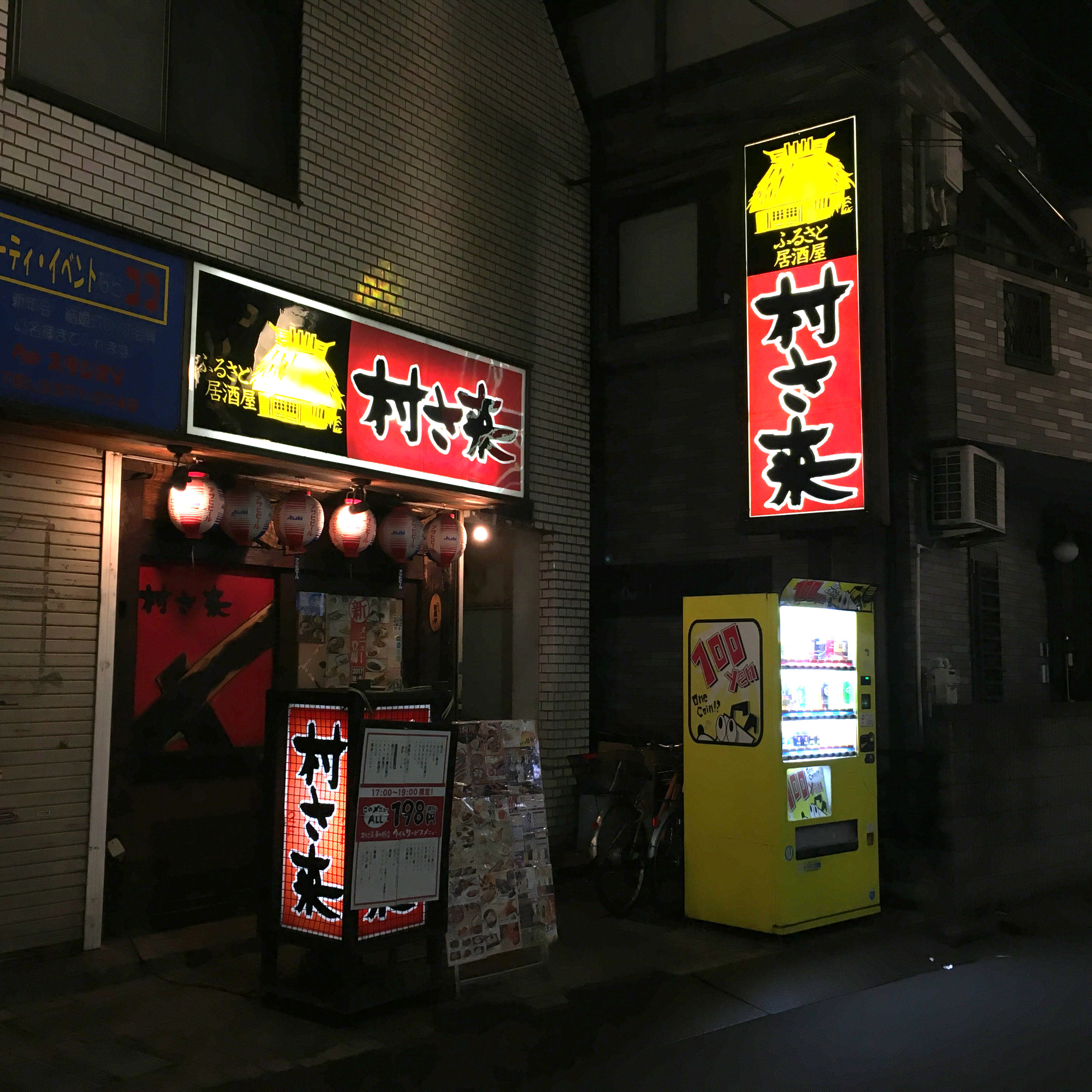
村さ来（東中野店）
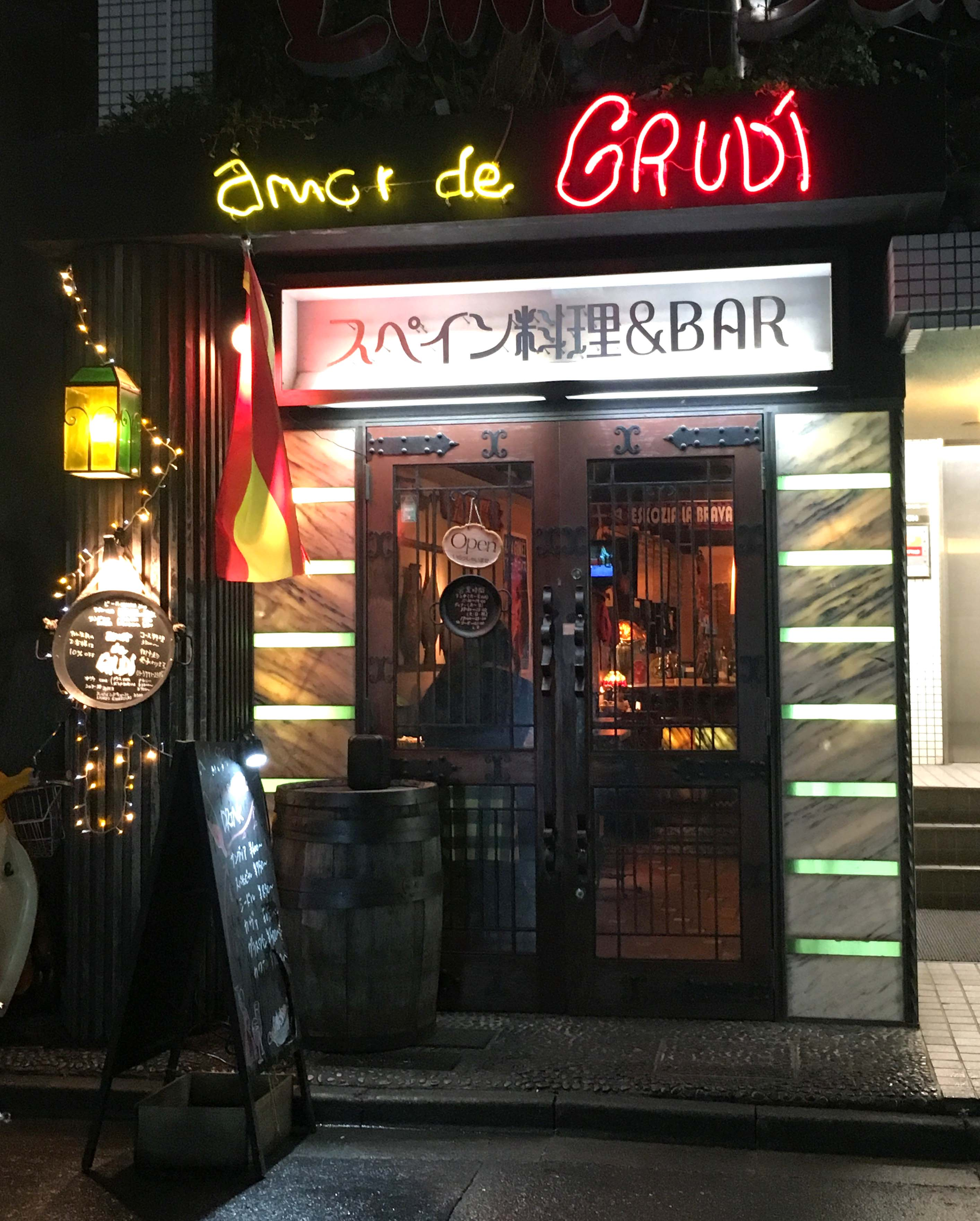
amor de GAUDi
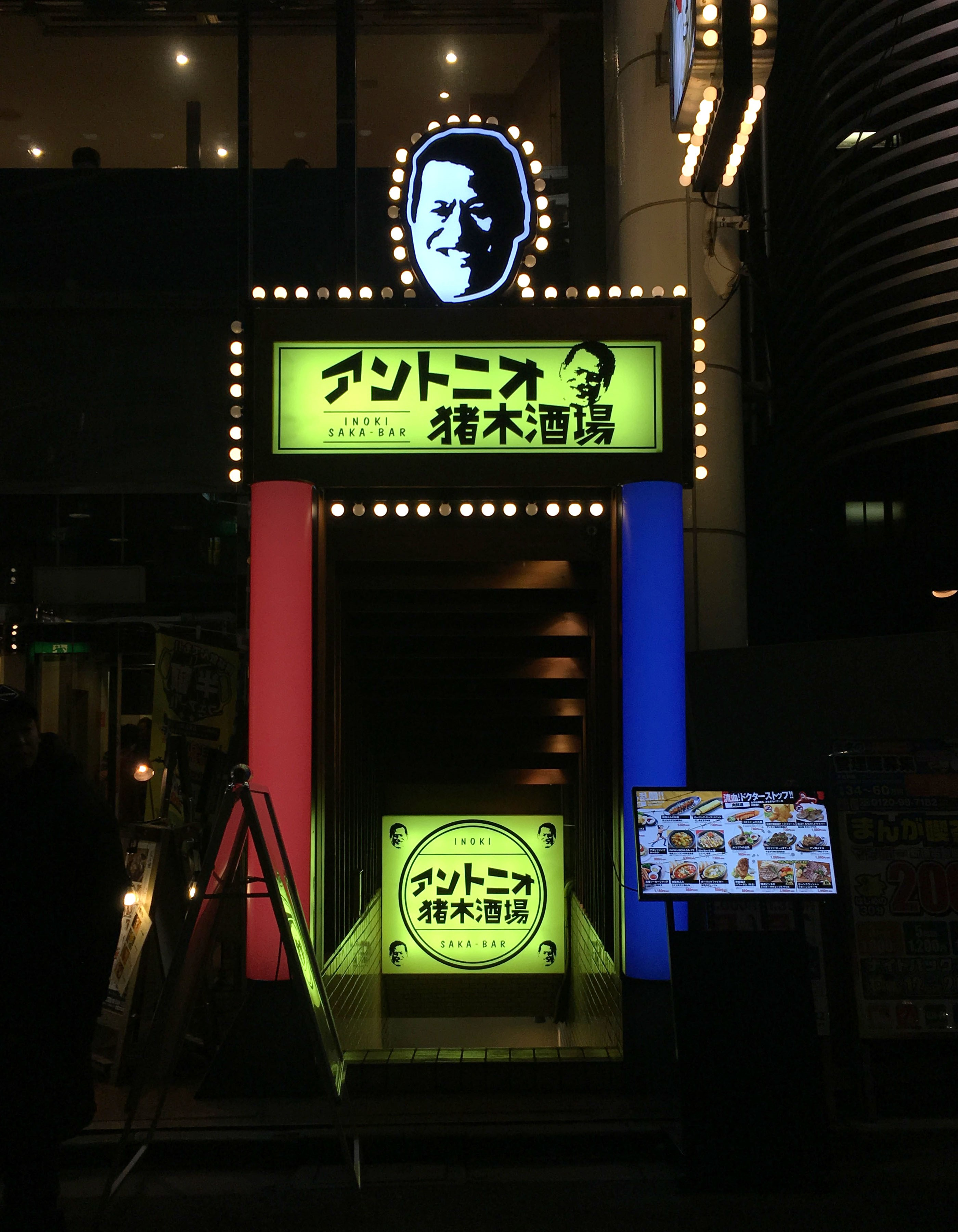
アントニオ猪木酒場
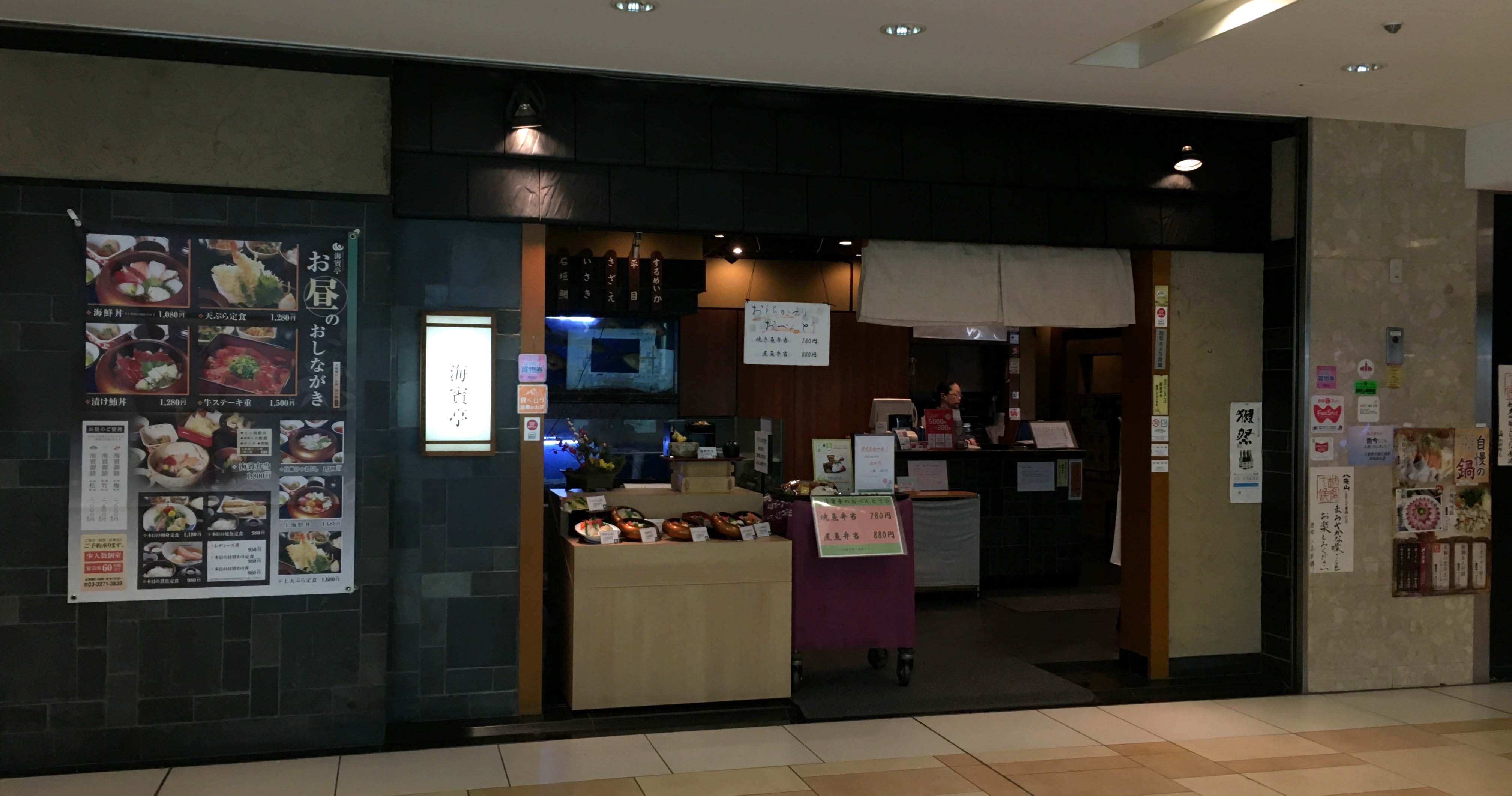
海賓亭（八重洲店）
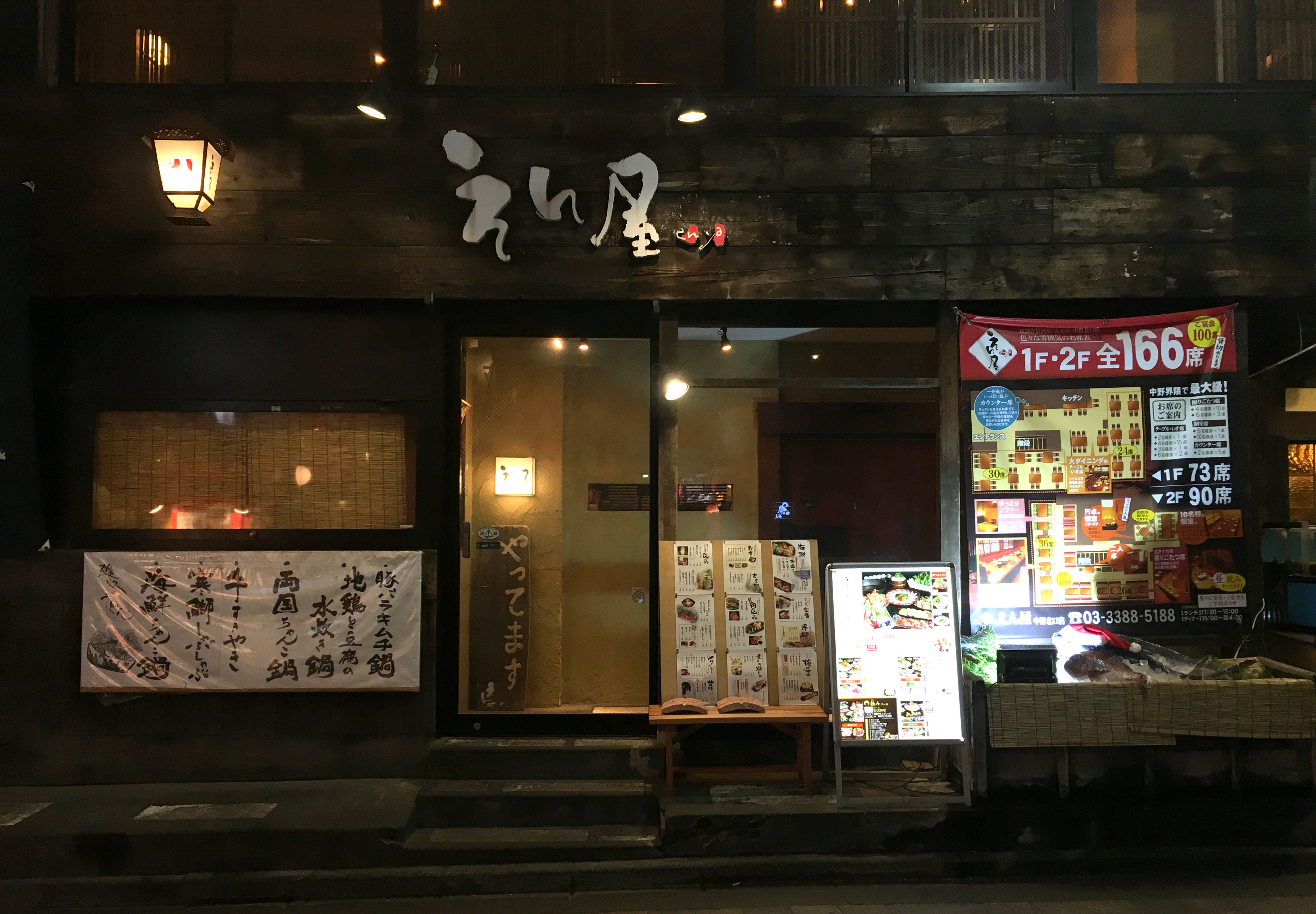
えん屋（中野北口店）